# Zes Oktober (stad)
Zes Oktober of Madīnat Sittah Uktūbar is een universiteitsstad in Egypte en was de hoofdplaats van het voormalige gouvernement Zes Oktober die sinds 14 april 2011 bij het gouvernement Gizeh hoort. De stad heeft 376.302 inwoners.
Zes Oktober ligt slechts 30 kilometer van Caïro en 19 kilometer van Gizeh.
Zes Oktober hoort (samen met Sheikh Zayed City) bij Groot-Caïro.
De stad is in 1979 per decreet gesticht door president Anwar Sadat in de woestijn ten zuidwesten van de hoofdstad (groot-)Caïro. 6 oktober is tevens de dag waarop Egypte en Syrië de Jom Kipoeroorlog tegen Israël startten.
Het is de bedoeling dat de stad uiteindelijk enkele miljoenen inwoners zal tellen.

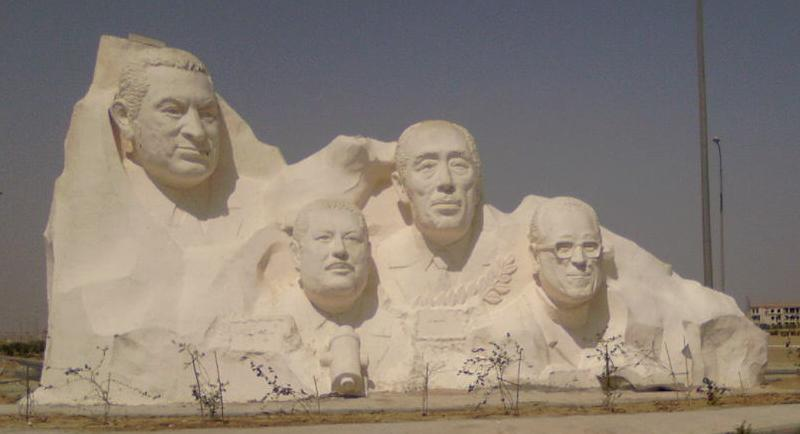
Uitgehouwen beelden van enkele leiders van Egypte